# The Narrative
The Narrative es un conjunto de rock indie norteamericano formado en Long Island, Nueva York en 2007.
Desde 2011, la banda está conformada por Suzie Zeldin (voz, teclados) y Jesse Gabriel (voz, guitarra). Previamente contó con la participación del baterista Charlie Seich.
Hasta ahora, The Narrative lanzó un álbum de estudio, The Narrative (2010), tres EP, Just Say Yes (2008), Nothing Without You (2010), Kickstarter EP (2011) y una compilación, B-Sides and Seasides (2012).

## Historia

### Formación (2006-2008)
La banda fue formada en 2007 en Long Island, después de que Suzie Zeldin contestara el anuncio de Jesse Gabriel en Craigslist, en busca de músicos. Jesse y Suzie estudiaron en la misma escuela en Bellmore, pero nunca se encontraron. Después de haberse conocido, decidieron colaborar musicalmente, en principio eligiendo el nombre, January Window para después cambiarlo a The Narrative.

### Just Say Yes(2007-2008)
The Narrative grabó su EP titulado "Just Say Yes" lanzado el 30 de agosto de 2008, con producción de Bryan Russell en Red Wire Audio. El EP se destacó en los web sitios MySpace, PureVolume como el mejor EP de 2008 y en reality shows de MTV "Real World: Brooklyn" y "Real World: Cancun" y fue divulgado en AbsolutePunk.net

### The Narrative(2009-2010)
En 27 de julio de 2010, con ayuda de Charlie Seich y Ari Sadowitz, la banda lanzó su primer álbum de estudio, titulado "The Narrative", nuevamente con la producción de Bryan Russell en Red Wire Audio.
El álbum fue destacado en los web sitios MySpace y PureVolume como mejor banda de 2010, y esto tuvo que ver con que The Narrative fuera invitada a formar parte de la banda sonora de "The Chateau Meroux" en 2011. Posteriormente, la banda tocó en el SXWS y salió de gira por Estados Unidos junto con Eisley, Relient K, y Mae. En el 2011, el grupo tocó en el Warped Tour durante cinco semanas.

### B-Sides and SeasidesyGolden Silence(2012 - 2016)
El 2 de abril de 2011, The Narrative lanzó una colección con versiones acústicas y alternativa de canciones incluidas originalmente en "Just Say Yes" y su disco homónimo, titulado "B-Sides and Seasides". Estas canciones también están en el EP "Nothing Without You" de 2010 y el proyecto "Kickstarter EP" de 2011.
En 2012 y 2013, el grupo grabó su segundo álbum de estudio en Nueva York, titulado "Golden Silence" y lanzado finalmente el 2 de diciembre de 2016. "Firmar con una discográfica haría que todo fuera mejor... y más sólido", había dicho Jesse sobre firmar con una discográfica en los próximos años y lanzar su álbum. El primer sencillo lanzado fue "Chasing a Feeling" que contó con un vídeo dirigido por Sean O'Kane.

### Single 'Monoliths' (2021 - presente)
En abril de 2021, The Narrative anunció a través de Twitter el regreso de la banda tras un yato desde el lanzamiento de "Golden Silence". El 14 de junio de 2021, The Narrative lanzó su single "Monoliths" en descarga digital.

## Influencias musicales
The Narrative menciona como influencias musicales a los grupos Death Cab For Cutie, The Academy Is, Brand New, Destry y Bon Iver.

## Miembros
- Jesse Gabriel (vocales, guitarra)
- Suzie Zeldin (vocales, teclados)

Antiguos Miembros y Miembros de giras
- Charles J. Seich(2008 - 2011)
- Jay Scalchunes (batería) - Gira
- Ari Sadowitz (Estudio/bajo) - Gira

## Discografía

### Álbumes de estudio
- The Narrative (2010)
- Golden Silence (2016)

### EP
- Just Say Yes (EP) (2008)
- Nothing Without You EP(2010)
- Kickstarter EP (2011)
- B-Sides and Seasides (2012)

### Singles
- Chasing a Feeling (2014)
- Monoliths (2021)